# Joseph Augustin Ginzel
 (mai 2024).
Pour les articles homonymes, voir Ginzel.
Joseph Augustin Ginzel (né le 1er mai 1804 à Reichenberg, mort le 1er juin 1876 à Leitmeritz) est un théologien autrichien.

## Biographie
Après des études de théologie, Ginzel est ordonné prêtre le 3 septembre 1828. En 1837, il est nommé à la chaire d'histoire de l'Église et de droit canonique à la Faculté théologique de Litoměřice. Il étudie l'histoire du christianisme chez les Slaves, avec un accent particulier sur la Bohême (Geschichte der Slavenapostel Cyrill und Methud, 1857).
Au niveau ecclésiastique, il accède au poste de conseil du consistoire et devient chanoine du chapitre de la cathédrale Saint-Étienne de Litoměřice (cs).
D'abord ultramontain, il se rallie à la réforme des études ecclésiastiques de Joseph II et au fébronianisme, il est ensuite un partisan d'Ignaz von Döllinger puis s'oppose à l'infaillibilité pontificale et à d'autres réformes de l'Église de façon anonyme.
Son ouvrage Die theologischen Studien in Oesterreich und ihre Reform, eine theologisch-historisch-politische Monographie, publié en 1873, est mis à l’Index librorum prohibitorum par décret le 30 avril 1873.
Outre ses activités d'enseignant, Ginzel est membre de la Société royale des sciences de Bohême et publie de nombreuses publications.
Il est d'abord membre de la Diète de Bohême. Entre 1872 et 1873, il est membre libéral du Reichsrat autrichien. À la Chambre des députés, il représente la grande curie des propriétaires fonciers de Bohême.